# Хронология пилотируемых космических полётов

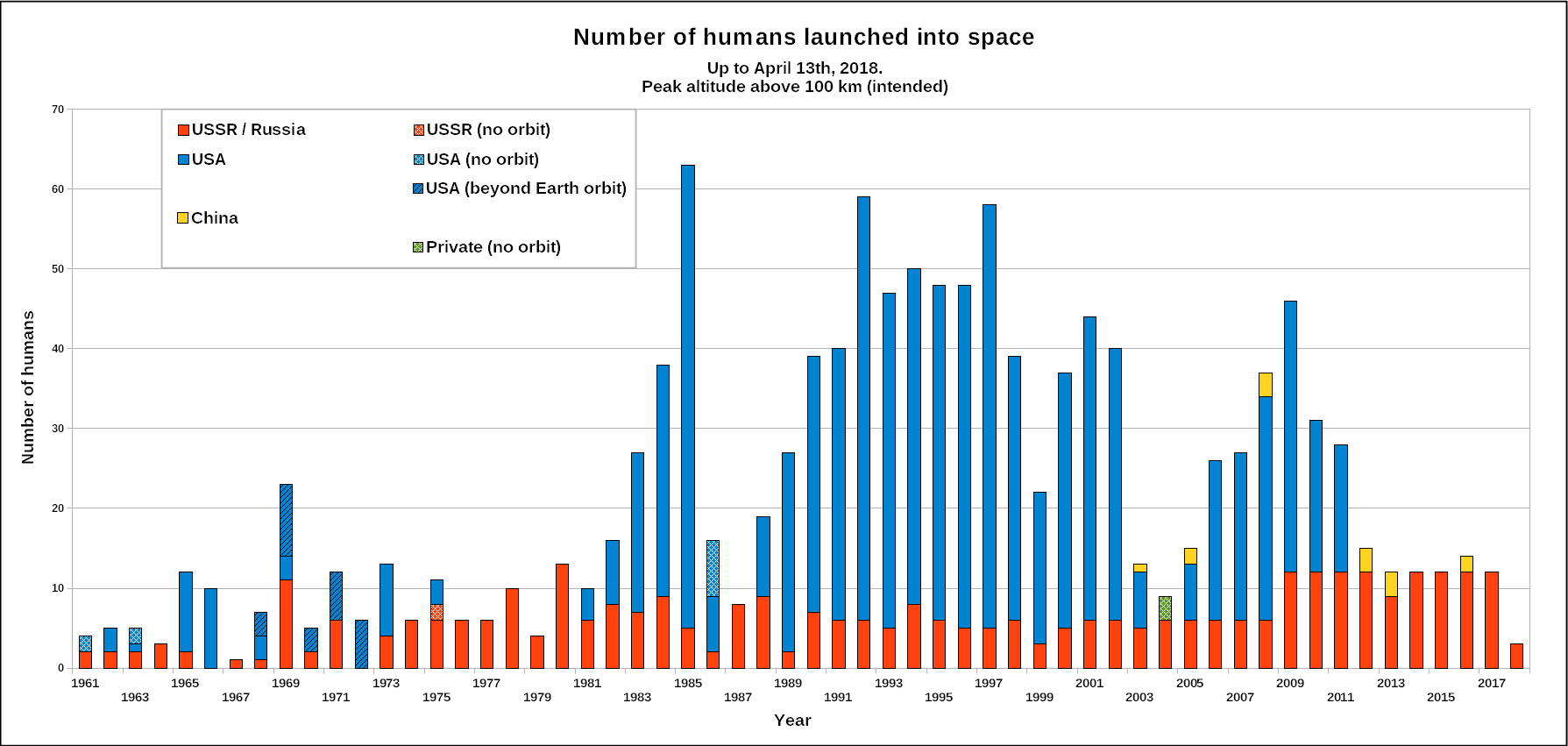
Диаграмма, показывающая количество людей, отправленных в космос по годам

Все пилотируемые космические полёты в хронологическом порядке.
В данную хронологию включены все пилотируемые космические полёты.
Также, в виде исключения, по традиции того времени, сюда занесены (без номеров) два суборбитальных космических полёта, выполненные американцами в 1961 году. Все суборбитальные космические полёты перечислены здесь: Список суборбитальных космических полётов.
Включён также старт «Челленджера» 28 января 1986 года, который закончился катастрофой на 73-й секунде полёта.
- Хронология пилотируемых космических полётов (1960-е)
- Хронология пилотируемых космических полётов (1970-е)
- Хронология пилотируемых космических полётов (1980-е)
- Хронология пилотируемых космических полётов (1990-е)
- Хронология пилотируемых космических полётов (2000-е)
- Хронология пилотируемых космических полётов (2010-е)
- Хронология пилотируемых космических полётов (2020-е)